# Autodafé

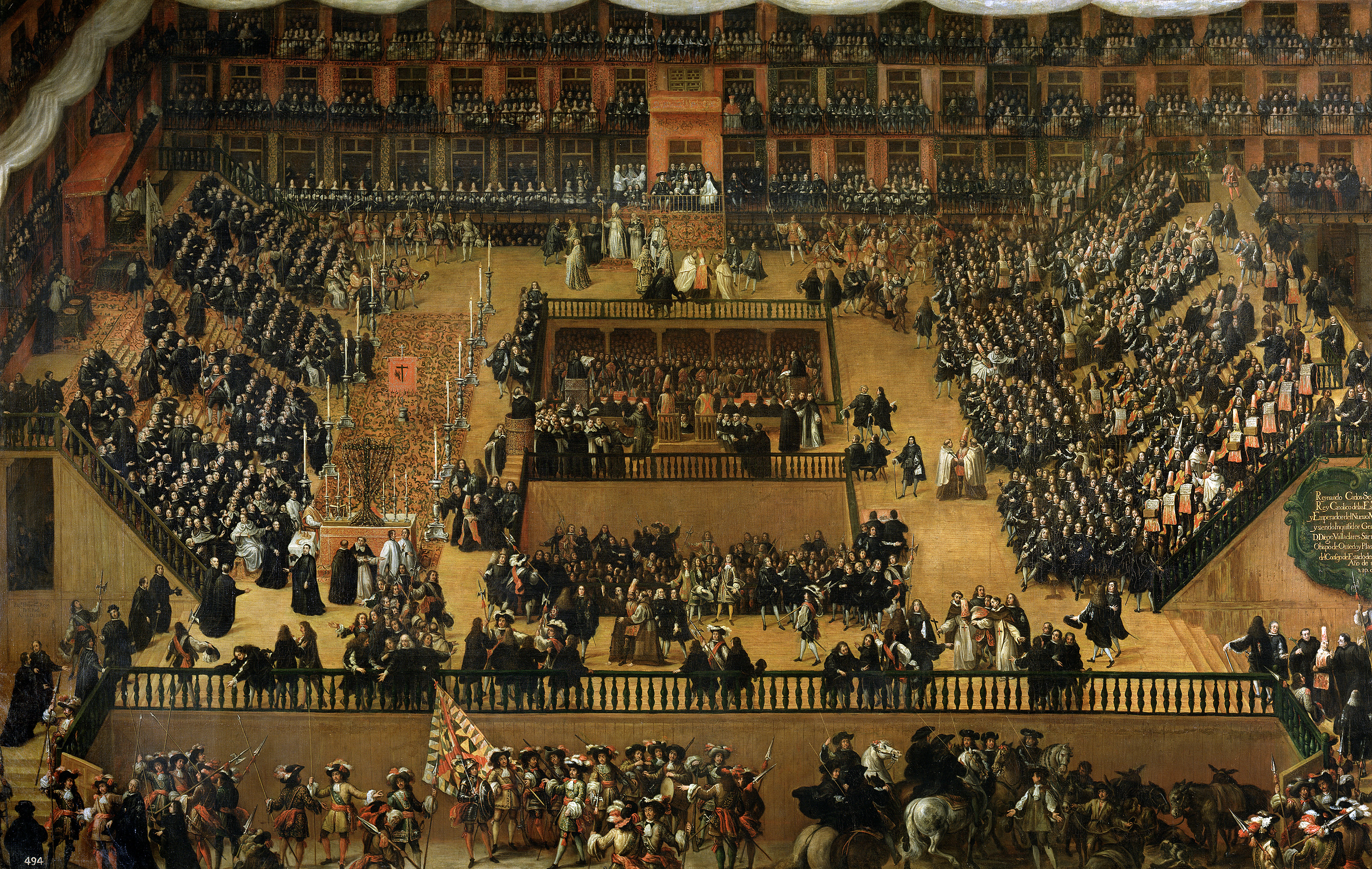
Autodafé auf der Plaza Mayor in Madrid am 30. Juni 1680 (Gemälde von Francisco Rizi, 1683)

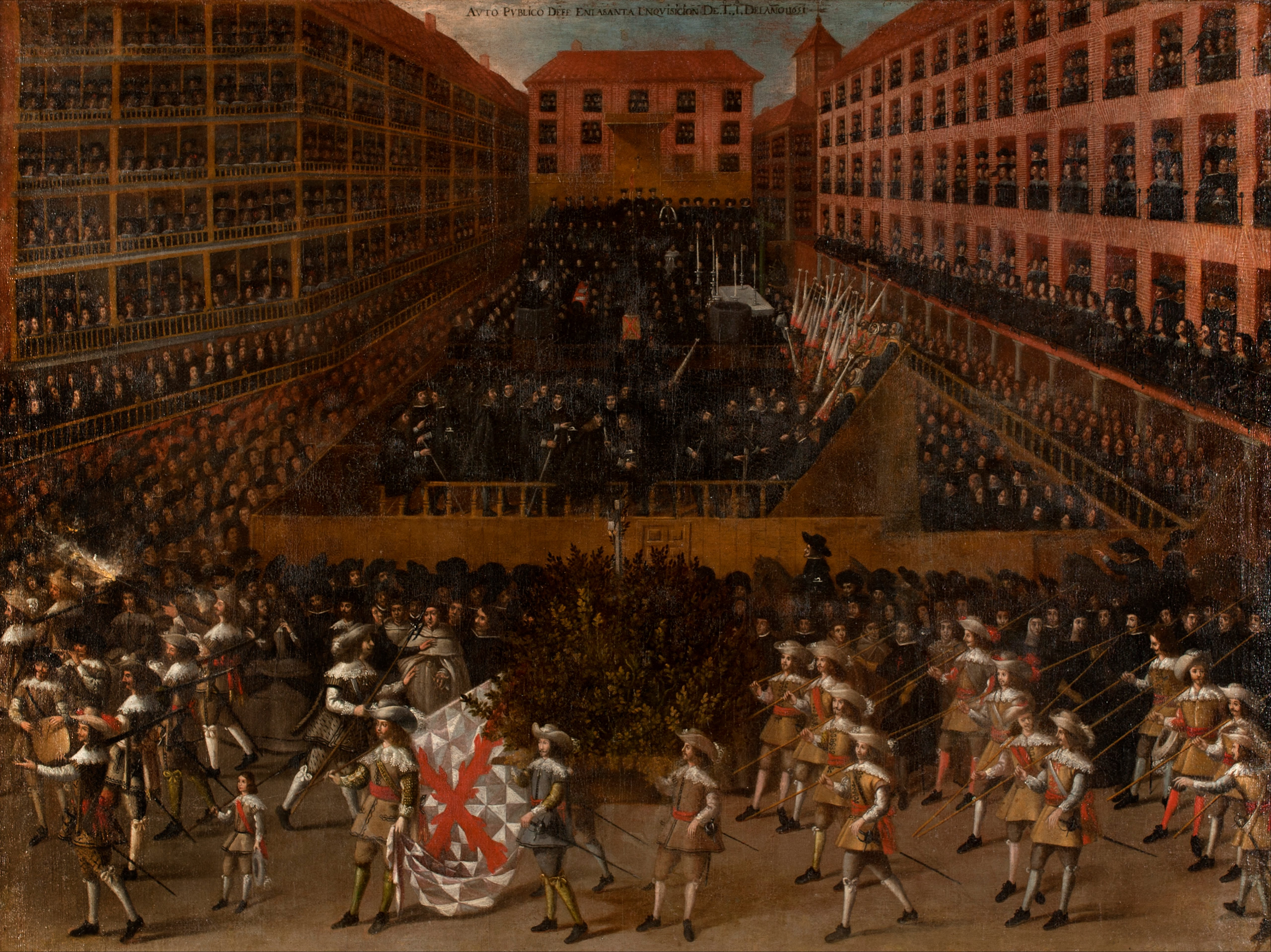
Autodafé auf einem großen spanischen Platz (Gemälde von 1653)

Autodafé (spanisch auto de fe, portugiesisch auto de fé, von lateinisch actus fidei, „Urteil über den Glauben“) bezeichnet die feierliche, meist öffentliche Verkündung der Urteile der Prozesse der Spanischen Inquisition oder der Portugiesischen Inquisition. Die Vollstreckung der Urteile, insbesondere das Verbrennen auf dem Scheiterhaufen, fand nicht im Verlauf der eigentlichen Autodafés statt, sondern später an einem anderen Ort.

## Verwendung des Begriffes Autodafé
Der Begriff Autodafé wird häufig nicht nur für die von der Inquisition feierlich durchgeführte Urteilsverkündung verwendet, sondern auch für die von anderen Institutionen zu einer anderen Zeit und an einem anderen Ort vorgenommene Vollstreckung der Urteile. Im übertragenen Sinn werden auch Bücherverbrennungen als Autodafé bezeichnet. Die Bücherverbrennungen im Mittelalter geschahen häufig als Vollstreckung eines Gerichtsurteils.
Duden Stichwort Autodafé:

„1. öffentliche Verkündigung des Urteils eines Inquisitionsgerichts und feierliche Durchführung dieses Urteils (meist Verbrennung von Ketzern), 
Gebrauch Geschichte
2. Verbrennung von Büchern und Schriften, 
 Gebrauch bildungssprachlich“

In den Herkunftsländern des Autodafés, in Spanien und Portugal, wird der Begriff auch in mehrfacher Bedeutung verwendet:

„1. Öffentliche und feierliche Bekanntgabe der Schuld und der Urteile der durch ein Inquisitionsgericht Verurteilten. 
2. Ausführen der Urteile des Inquisitionsgerichtes.
3. Das Verbrennen von Gegenständen, besonders Büchern und Dokumenten, aus ideologischen Gründen.“

## Ablauf eines Inquisitionsprozesses
Der Ablauf eines Inquisitionsprozesses war weder für den Angeklagten noch für seine Angehörigen durchschaubar. Während der Vernehmungen wurden den Verdächtigen einzelne Verhaltensweisen vorgeworfen, die u. U. für sich allein gesehen keine Abweichungen von der kirchlichen Lehre darstellen mussten. Diese Taten konnten dann von den Angeklagten entweder zurückgewiesen oder zugegeben und bereut werden. Welche Schlüsse von Seiten des Gerichtes daraus gezogen wurden, war nicht ersichtlich. Der Prozess fand nicht als zusammenhängende Verhandlung mit der Anwesenheit der Beteiligten oder wenigstens der mit der Urteilsfindung Betrauten statt. Die Dauer des Verfahrens gab keinen Hinweis auf die Bedeutung der Angelegenheit. Das alles führte dazu, dass die Angeklagten bis zum Tag des Autodafés keinerlei Schlüsse auf den Ausgang des Verfahrens ziehen konnten.
Die Inquisition klagte nicht nur inhaftierte Personen an und verurteilte sie. In dem Fall, dass ein Beschuldigter nicht gefasst wurde, erging das Urteil in Abwesenheit. Ebenso konnten bereits Verstorbene verurteilt werden. Die Vollstreckung der Strafen geschah „in effigie“ (als Bildnis).

## Strafen
Die Hauptstrafen der Spanischen Inquisition, die während des Autodafés verkündet wurden, können in drei Gruppen eingeteilt werden: das Abschwören (abjuratio), die Wiederversöhnung (reconciliatio) und die Überstellung an den weltlichen Arm der Justiz (relaxatio ad brachium saeculare).

### Abschwören
Die mildeste Art der Sanktion des Verhaltens der Angeklagten durch das Inquisitionsgericht war das Abschwören. Bei einfacheren Vergehen musste dies nicht in der Öffentlichkeit geschehen, sondern konnte im Gerichtssaal vor dem Tribunal durchgeführt werden. Bei schwerwiegenden Fällen fand auch das Abschwören während einer öffentlichen Urteilsverkündung statt. Das Abschwören war gewöhnlich mit Nebenstrafen verbunden. Dies waren Geldbußen, die Verpflichtung, den Sanbenito in der Öffentlichkeit zu tragen, oder die Verbannung.

### Wiederversöhnung
Angeklagten, die Reue zeigten, wurde auch bei bedeutenderen Verfehlungen die Wiederversöhnung mit der Kirche angeboten. Voraussetzungen waren das Abschwören des bisherigen Verhaltens und das Sühnen der Abweichungen. Als Strafen konnten die Prügelstrafe, Gefängnishaft oder der Galeerendienst verhängt werden. Darüber hinaus wurden die Güter der Angeklagten eingezogen.

### Überstellung an den weltlichen Arm der Justiz
Unbußwillige und rückfällige Angeklagte wurden zum Tod auf dem Scheiterhaufen verurteilt. Als besonderer Gnadenakt wurden die Verurteilten, die Reue zeigten, vor dem Verbrennen erwürgt. Ihr Vermögen wurde eingezogen und für ihre Nachkommen gab es u. a. Beschränkungen, öffentliche Ämter auszuüben. Todesurteile waren keineswegs vorherrschend.

## Abhalten von Autodafés
Ein großer Teil der Urteile der Inquisitionsgerichte wurde in „Autos particulares“ oder „Autillos“ verkündet, die am Sitz der Inquisition oder in kleinen Kirchen durchgeführt wurden. Gelegentlich organisierte das Tribunal del Santo Oficio de la Inquisición eine prunkvolle, festliche Veranstaltung, die dazu diente, den Glauben zu verherrlichen, das Volk einzuschüchtern und die eigene Kraft und Macht zur Schau zu stellen. Die Autodafés waren eine Mischung aus volkstümlicher Religiosität, Unterhaltung und Befriedigung der krankhaften Neugier. Das erste in der Öffentlichkeit veranstaltete Autodafé der Spanischen Inquisition fand am 6. Februar 1481 in Sevilla statt. Dabei übergab das Inquisitionsgericht den weltlichen Behörden am Ende sechs Personen, die auf dem Scheiterhaufen verbrannt wurden. Die Autodafés wurden im Lauf der Zeit immer aufsehenerregender und entsprechend immer teurer. Das Autodafé vom 30. Juni 1680 in Madrid war ein spektakuläres Ereignis, das im Rahmen der Feierlichkeiten der Hochzeit des Königs Karl II. und Marie Louise d’Orléans stattfand. Bei dem letzten Autodafé der Spanischen Inquisition im Jahr 1781 in Sevilla wurde über die einzige Angeklagte, María de los Dolores López, das Todesurteil verkündet. Sie wurde anschließend auf dem Scheiterhaufen erwürgt und verbrannt.

## Ablauf des Autodafés
Autodafés wurden langfristig vorbereitet. Eine möglichst große Anzahl von Urteilen eines Inquisitionstribunals wurde gesammelt und in einem einzigen Festakt verkündet. Ab der Mitte des 16. Jahrhunderts fanden die Autodafés an einem Sonntag oder religiösen Festtag statt. Wenigstens eine Woche vor dem Ereignis musste dieses angekündigt werden. Üblicherweise wurde die Öffentlichkeit aber mehr als einen Monat vor dem Autodafé aufgefordert, als Zeuge bei der Veranstaltung anwesend zu sein. Ort des Autodafés waren meist zentrale Plätze. Es wurden eine Tribüne für die Amtsträger, ein Podest für die Angeklagten und Sitzbänke für die Zuschauer errichtet.
Am Nachmittag vor dem ausgewählten Tag fand die „Prozession des Grünen Kreuzes“ („Procesión de la Cruz Verde“) statt, bei der das Symbol der Inquisition vom örtlichen Sitz der Inquisition zum geplanten Ort des Autodafés gebracht wurde, um es dort auf dem Altar aufzustellen. Ein weißes Kreuz wurde anschließend zum Hinrichtungsplatz gebracht.
Am folgenden Tag wurde vor dem Morgengrauen am Sitz der Inquisition die Messe gefeiert und die Prozession organisiert. Vorne ging eine Gruppe von bewaffneten Soldaten. Danach kamen die Angeklagten, die nach der zu erwartenden Schwere der Strafe geordnet wurden. Diejenigen, die nur geringe Strafen zu erwarten hatten, mussten einen gelben Sanbenito mit einem roten Andreaskreuz auf der Vorder- und Rückseite tragen. Auf den schwarzen Büßergewändern der Angeklagten, denen schwerere Strafen drohten, waren Flammen oder Dämonen dargestellt. Sie trugen darüber hinaus eine Carocha, auf der durch Abbildungen ihr Vergehen symbolisiert wurde. Auf die anwesenden lebenden Angeklagten folgten in der Prozession die toten und die nichtanwesenden Angeklagten, die als Bildnisse, die einen Sanbenito trugen, mitgeführt wurden. Die Knochen der Verstorbenen lagen in Kisten, die später auch verbrannt wurden. Den Schluss der Prozession bildeten die Funktionäre und Richter des Inquisitionsgerichtes, begleitet von dem örtlichen Bischof und Klerus und den Vertretern der weltlichen Justiz.
Die Feier begann mit einer Predigt des Vorsitzenden des Gerichtes. Danach verlas man einen Treueeid auf das Heilige Offizium, der von allen Anwesenden mit einem gemeinschaftlichen „Amen“ beantwortet wurde. Anschließend wurden die Urteile einzeln verlesen. Danach fanden das feierliche Abschwören und die Wiederversöhnung statt, die den Akt beendete. Die zum Tod Verurteilten wurden durch den Sekretär des Tribunals der weltlichen Obrigkeit übergeben und zum Scheiterhaufen gebracht, der allgemein am Stadtrand lag, wo die Urteile vollstreckt wurden.